# Мексикано-нигерские отношения
Мексикано-нигерские отношения — двусторонние дипломатические отношения между Мексикой и Нигером. Государства являются полноправными членами Организации Объединённых Наций (ООН).

## История
Государства установили дипломатические отношения 6 ноября 1975 года, которые развивались в основном в рамках многосторонних форумов. В ноябре 2010 года правительство Нигера направило делегацию из 23 человек для участия в Конференции ООН по изменению климата 2010 года в мексиканском городе Канкуне .

## Дипломатические представительства
- Интересы Мексики в Нигере представлены через посольство в Абудже (Нигерия)[3].
- Интересы Нигера в Мексике представлены через посольство в Вашингтоне (США)[4].